# Le Ponthou
Le Ponthou korábbi község Franciaországban, Finistère megyében. Lakosainak száma 179 fő (2018. január 1.). Le Ponthou Plouégat-Moysan, Botsorhel és Plouigneau községekkel határos.
2019. január 1-jén a korábbi Plouigneau községgel egyesült és az így létrejött (azonos nevű)  Plouigneau új község része lett.

## Népesség
A település népességének változása:
| Lakosok száma | 113  | 101  | 107  | 114  | 164  | 166  | 169  | 177  | 177  | 179  |
|               | 1968 | 1975 | 1982 | 1999 | 2006 | 2011 | 2013 | 2016 | 2017 | 2018 |